# ジグマール・ガブリエル
ジグマール・ガブリエル（Sigmar Gabriel、1959年9月12日 - ）は、ドイツの政治家。
ニーダーザクセン州議会議員、同州首相を務めた後、2005年発足の第1次メルケル内閣で環境・自然保護・原子力安全大臣、2013年発足の第3次メルケル内閣では経済・エネルギー大臣、連邦副首相、外務大臣を歴任した。ドイツ社会民主党（SPD）所属で、2009年から2017年まで同党党首。

## 経歴

### 初期の経歴
ニーダーザクセン州ゴスラー生まれ。アビトゥーア合格後兵役を経て、ゲッティンゲン大学でドイツ語学、政治学、社会学を学ぶ。1988年にギムナジウム教員資格国家試験に合格。1989年から翌年まで、ゴスラーの国民高等学校（市民向けの高等教育機関）で教員として働く。
1976年から1989年まで、ドイツ社会民主党（SPD）に近い立場だが、よりマルクス主義寄りの社会主義青少年団体に所属。加入後すぐにゴスラー地区代表に就任、のちブラウンシュヴァイク地区の代表となり、反軍国主義活動に従事した。SPDには1977年に入党した。在学中の1987年にゴスラー郡議会議員に当選、1991年からはゴスラー市参事会員となる。また1990年にニーダーザクセン州議会議員に初当選。1997年に州議会の党副幹事長、1998年‐1999年及び2003年‐2005年に同幹事長を務める。

### ニーダーザクセン州首相・連邦環境相
1999年12月15日、スキャンダルに関与して辞任した前任者に代わりニーダーザクセン州首相に就任。しかし州議会選挙に大敗して政権交代を招き、2003年3月に退任した。1999年から2005年まで党連邦執行部に属し、特に2003年から2005年まではSPDの大衆文化担当委員を務めた。同時期SPDニーダーゼクセン州副代表及びブラウンシュヴァイク地区代表。なおこの頃のフォルクスワーゲングループとの癒着が2005年になって指摘されたが、検察により違法性はないと判断された。

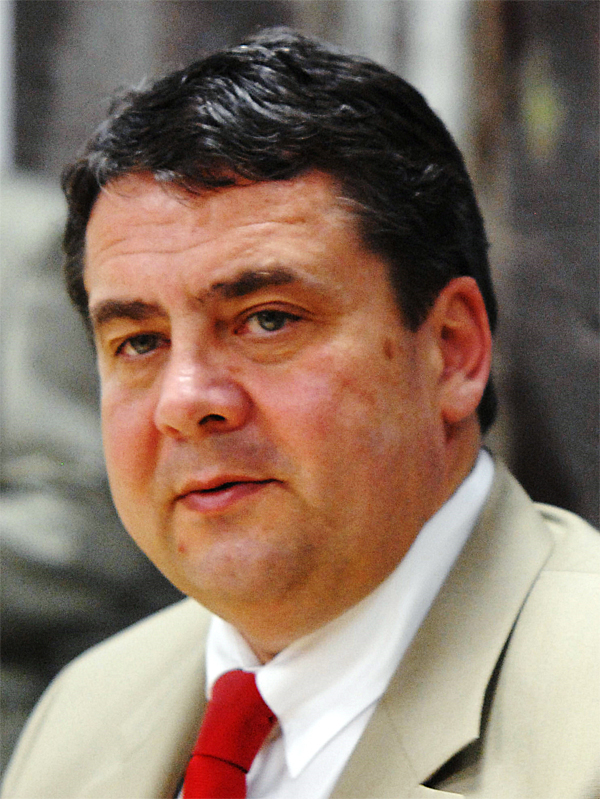
ブラジルでの会議に出席したガブリエル環境相（2008年）

2005年9月のドイツ連邦議会選挙に出馬して当選。同年11月、大連立によりアンゲラ・メルケル内閣が成立すると、環境相として入閣した。前任者ユルゲン・トリッティンと同じく、原子力発電所全廃に賛成しており、気候変動枠組条約（京都条約）に続く環境保護の取り組みを主張している。ドイツで開催された第33回主要国首脳会議でも地球温暖化問題が主要議題となった。2007年10月の党大会では、現役閣僚でありながら党執行部に当選しなかった。

### SPD党首
2009年ドイツ連邦議会選挙でSPDが大敗し執行部が辞任すると、11月13日の臨時党大会で後継党首に選出された。就任演説では「下（党員）からの意見集約」など、従来の支持層を回復するための党の構造改革を訴えた。2009年から2012年まで社会主義インターナショナル副代表を務めた。2011年11月の党大会で党首に再選された。
2013年ドイツ連邦議会選挙の結果、連立組み替えが起こり、SPDはCDUとの大連立に合意したことで12月に第3次メルケル内閣が発足し、ガブリエルは副首相兼経済・エネルギー相に就任した。選挙後の連立交渉中に行われた党大会では83.6％の支持しか得られず、「極めて深刻な結果」と表明した。
2017年9月に予定される連邦議会選挙に、SPDの首相候補として出馬するかは長らく態度を曖昧にしていたが、2017年1月になって雑誌「シュテルン」とのインタビューで、自身は連邦首相候補にはならない意思を言明した。首相候補にはマルティン・シュルツを推し、またSPD党首職もシュルツに譲るつもりであるとも述べた。2017年1月27日、2月に行われる大統領選挙に出馬するため辞職したフランク＝ヴァルター・シュタインマイアー外相の後任として、外相（副首相兼任）に就任。2018年3月14日の第4次メルケル内閣発足に伴い退任。

## 人物
離婚した夫人との間に一子。現在は歯科医の女性とゴスラーに居を構え、2012年に再婚した。同年、現在の妻との間に次女が誕生した。ドイツ福音主義教会に信徒として属している。

## 発言
フランスの極右政党・国民戦線（現国民連合）が2015年12月の地方選挙の一回目の投票で最多得票であった。これについてガブリエルは、アンゲラ・メルケルがフランスに緊縮財政政策を強いたことで、国民戦線が党勢を拡大する結果となったと述べた。「緊縮財政政策をフランスに押し付ることは危険だと常にメルケルに言っており、私の助言をメルケルがしっかり聴いていればマリーヌ・ル・ペンは人気を得ることはなかった」とガブリエルは述べた。
2018年2月17日、ミュンヘンで行われた国際会議で「一帯一路は中国の利益のために、世界秩序を作り直そうとしているものだ。中国は我々と違い、自由・民主主義に基づかない」と発言。中東欧で影響力を強める中国の台頭に懸念を示した。